# Paaksima
Paaksima is een plaats in de Estlandse gemeente Põhja-Sakala, gelegen in de provincie Viljandimaa. De plaats heeft de status van dorp (Estisch: küla).
Tot in oktober 2017 behoorde het dorp tot de gemeente Kõo. In die maand ging Kõo op in de fusiegemeente Põhja-Sakala.

## Bevolking
Het dorp had 23 inwoners op 31 december 2011 en 30 inwoners op 31 december 2021.

## Ligging
De Tugimaantee 49, de secundaire weg van Imavere via Viljandi naar Karksi-Nuia, komt door Paaksima. Langs de zuidgrens van het dorp loopt de rivier Navesti.